# Aegypius jinniushanensis
Az Aegypius jinniushanensis a madarak (Aves) osztályának vágómadár-alakúak (Accipitriformes) rendjébe, ezen belül a vágómadárfélék (Accipitridae) családjába tartozó fosszilis faj.

## Tudnivalók
Az Aegypius jinniushanensis egy óvilági vágómadárféle, amely a középső pleisztocén korban élt, azon a helyen ahol ma Kína fekszik.
Ezt a fosszilis fajt 2012-ben Zihui Zhang, Yunping Huang, Helen F. James és Lianhai Hou fedezték fel és írták le.
Ennek a vágómadárfélének a legközelebbi rokona a ma is élő barátkeselyű (Aegypius monachus).

### Fordítás
- Ez a szócikk részben vagy egészben  az   Aegypius jinniushanensis című angol Wikipédia-szócikk ezen változatának fordításán alapul.  Az eredeti cikk szerkesztőit annak laptörténete sorolja fel. Ez a jelzés csupán a megfogalmazás eredetét és a szerzői jogokat jelzi, nem szolgál a cikkben szereplő információk forrásmegjelöléseként.